# NGC 4399
NGC 4399 je H II područje u zviježđu Lovačkim psima. 

## Vanjske poveznice
- (engl.) SEDS: NGC 4399
- (engl.) Revidirani Novi opći katalog
- (engl.) Izvangalaktička baza podataka NASA-e i IPAC-a
- (engl.) Astronomska baza podataka SIMBAD
- (engl.) VizieR